# Karel Koželuh
Karel Koželuh, češki hokejist, nogometaš in tenisač, * 7. marec 1895, Praga, Češka, † 27. april 1950.
Koželuh je bil vsestranski športnik, uspešen v tenisu, nogometu in hokeju. Kot nogometaš je odigral po nekaj tekem tako za avstrijsko reprezentanco, še pred Prvo svetovno vojno, kot tudi češkoslovaško. Največji uspeh športne kariere pa je dosegel kot član češkoslovaške hokejske reprezentance, s katero je nastopil na dveh evropskih prvenstvih, na katerih je dosegel po eno zlato in srebrno medaljo. Za reprezentanco je na sedmih tekmah dosegel en gol, ki pa je bil zmagoviti gol v finalu Evropskega prvenstva 1925.